# 米利瑟烏齊
47°47′11″N 26°0′16″E / 47.78639°N 26.00444°E

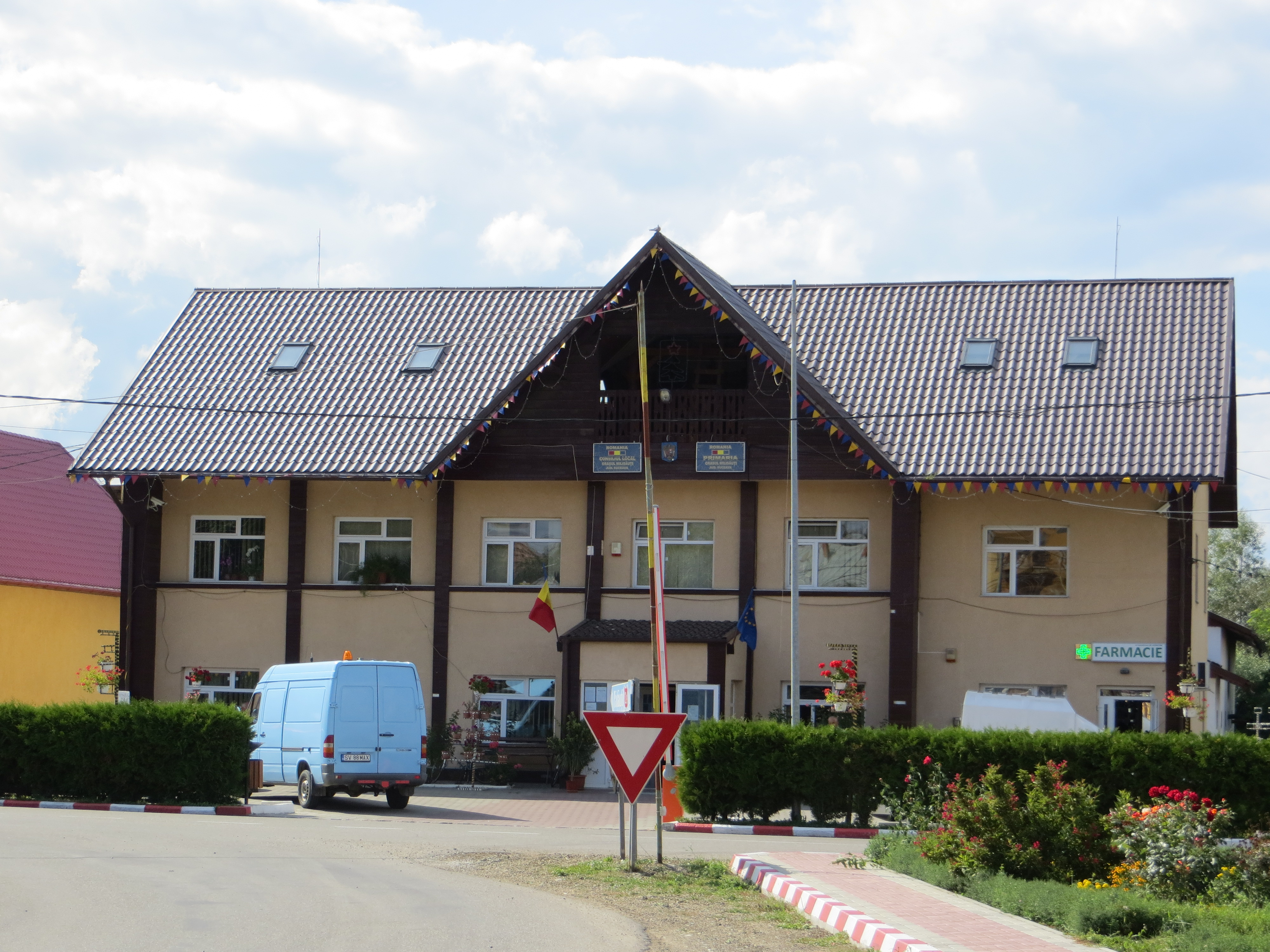

米利瑟烏齊（羅馬尼亞語：Milișăuți），是羅馬尼亞的城鎮，位於該國東北部，由蘇恰瓦縣負責管轄，面積35平方公里，海拔高度331米，2011年人口5,005，人口密度每平方公里142人。